# Gempylus serpens
Gempylus serpens är en fiskart som beskrevs av Cuvier 1829. Gempylus serpens ingår i släktet Gempylus och familjen havsgäddefiskar. Inga underarter finns listade i Catalogue of Life.